# Copidosoma babas
Copidosoma babas är en stekelart som först beskrevs av Walker 1837.  Copidosoma babas ingår i släktet Copidosoma och familjen sköldlussteklar. Inga underarter finns listade i Catalogue of Life.